# Лепша (приток Моши)
Лепша — река в Архангельской области России, правый приток реки Моша (бассейн Онеги).
Длина реки составляет 168 км, площадь водосборного бассейна — 1680 км². В среднем течении имеется ряд мелких озёр. Питание реки смешанное, преобладает снеговое. Половодье наступает в апреле-мае, осенью паводки. Ледяной покров устанавливается в октябре, разрушается в конце апреля. Река сплавная.

## Притоки
(указано расстояние от устья)
- 0,6 км: Ивакша
- 7 км: Карза (Кирза)
- 10 км: Тихманица
- 24 км: Порменский
- 39 км: Шаленьга
- 70 км: Мялсома
- 112 км: Понготский
- 129 км: Ягрова
- 148 км: Сухона
- 158 км: Леницева